# Црква Свете Тројице у Лојаницама
Црква Свете Тројице у Лојаницама, насељеном месту на територији општине Владимирци, подигнут је 1974. године. Припада посавско-колубарском намесништву Епархије шабачке Српске православне цркве.
Храм у Лојаницама је посвећен Светој Тројици, освећен од епископа Лаврентија 13. октобра 2003. године. Парохију чине села Лојанице, Заблаће, Вукошић и део Матијевца.
- Галерија